# Sourdon
Sourdon és un municipi francès situat al departament del Somme i a la regió dels Alts de França. L'any 2007 tenia 281 habitants.

## Demografia

### Població
El 2007 la població de fet de Sourdon era de 281 persones. Hi havia 100 famílies de les quals 20 eren unipersonals (8 homes vivint sols i 12 dones vivint soles), 28 parelles sense fills, 36 parelles amb fills i 16 famílies monoparentals amb fills.
La població ha evolucionat segons el següent gràfic:
Habitants censats

### Habitatges
El 2007 hi havia 106 habitatges, 101 eren l'habitatge principal de la família, 1 era una segona residència i 4 estaven desocupats. Tots els 106 habitatges eren cases. Dels 101 habitatges principals, 89 estaven ocupats pels seus propietaris, 11 estaven llogats i ocupats pels llogaters i 1 estava cedit a títol gratuït; 4 tenien dues cambres, 4 en tenien tres, 15 en tenien quatre i 78 en tenien cinc o més. 84 habitatges disposaven pel capbaix d'una plaça de pàrquing. A 46 habitatges hi havia un automòbil i a 52 n'hi havia dos o més.

### Piràmide de població
La piràmide de població per edats i sexe el 2009 era:
| Homes | Edats   | Dones |
| ----- | ------- | ----- |
| 0     | 95 o +  | 4     |
| 0     | 90 a 94 | 0     |
| 4     | 85 a 89 | 0     |
| 0     | 80 a 84 | 0     |
| 8     | 75 a 79 | 0     |
| 0     | 70 a 74 | 4     |
| 8     | 65 a 69 | 0     |
| 8     | 60 a 64 | 16    |
| 0     | 55 a 59 | 0     |
| 4     | 50 a 54 | 0     |
| 12    | 45 a 49 | 12    |
| 20    | 40 a 44 | 12    |
| 12    | 35 a 39 | 4     |
| 8     | 30 a 34 | 12    |
| 4     | 25 a 29 | 8     |
| 8     | 20 a 24 | 12    |
| 12    | 15 a 19 | 8     |
| 24    | 10 a 14 | 4     |
| 12    | 5 a 9   | 12    |
| 4     | 0 a 4   | 8     |

## Economia

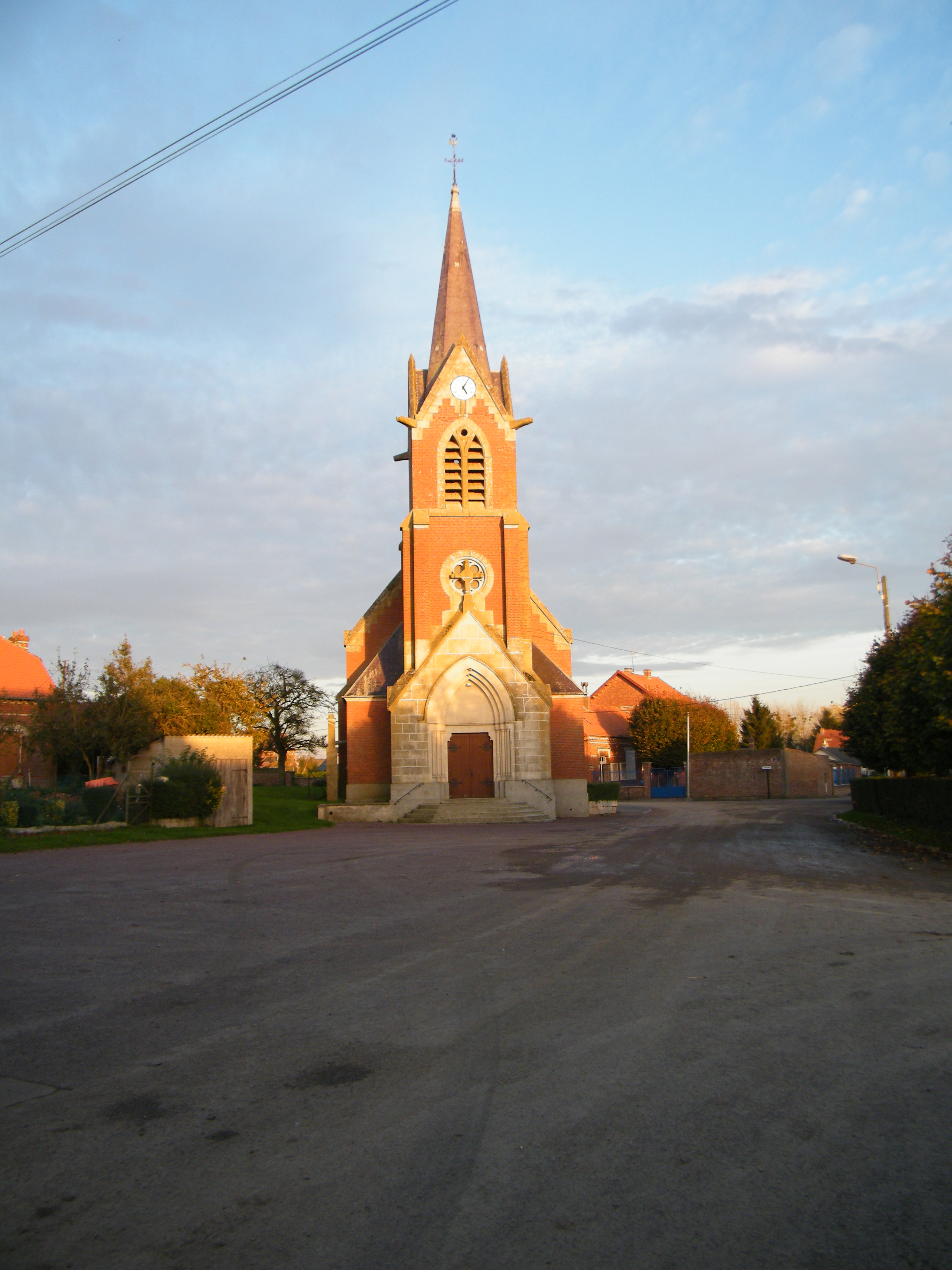

El 2007 la població en edat de treballar era de 182 persones, 137 eren actives i 45 eren inactives. De les 137 persones actives 130 estaven ocupades (68 homes i 62 dones) i 7 estaven aturades (3 homes i 4 dones). De les 45 persones inactives 17 estaven jubilades, 20 estaven estudiant i 8 estaven classificades com a «altres inactius».

### Ingressos
El 2009 a Sourdon hi havia 103 unitats fiscals que integraven 286,5 persones, la mediana anual d'ingressos fiscals per persona era de 18.168 €.

### Activitats econòmiques
Dels 8 establiments que hi havia el 2007, 2 eren d'empreses extractives, 1 d'una empresa alimentària, 1 d'una empresa de fabricació d'altres productes industrials, 1 d'una empresa de comerç i reparació d'automòbils, 1 d'una empresa de transport, 1 d'una empresa d'hostatgeria i restauració i 1 d'una empresa de serveis.
L'any 2000 a Sourdon hi havia 15 explotacions agrícoles que ocupaven un total de 585 hectàrees.

## Equipaments sanitaris i escolars
El 2009 hi havia una escola elemental integrada dins d'un grup escolar amb les comunes properes formant una escola dispersa.

## Poblacions més properes
El següent diagrama mostra les poblacions més properes.